# Iuri Graț
Iurii Graț (n. 8 decembrie 1948, Moscova) este un fizician-teoretician sovietic și rus, profesor universitar la Moscova.

## Biografie
Născut ca fiu al lui Vladimir Graț. Fost membru ULCT .A absolvit școala medie la Moscova și a studiat la facultatea de fizică a Universitații din Moscova (1966-1972). În anii 1972-1975 este doctorand la catedra de fizică teoretică  a facultății de fizică, unde i-a avut ca conducători pe prof. A.A. Sokolov și conferențiarul Dmitri Galțov. În același an susține teza de doctor, iar în anul 1995 susține și teza de doctor habilitat, avîndu-l ca consultant pe profesorul Dmitri Galțov. Este profesor la catedra de fizică teoretică din anul 1998, iar din anul 2014 este profesor emerit al Universității din Moscova.

## Activitatea didactică și științifică
Predă cursurile de mecanică a mediilor continui și de mecanică teoretică pentru astronomi.
Tema tezei de doctor habilitat: efecte nelocale în teoria interacției gravitaționale. 
Domeniile de interes științific sunt: teoria clasică și cuantică a câmpurilor, procese radiative în câmpuri externe gravitaționale și electromagnetice, cosmologie.
A publicat 85 de lucrări științifice, este coautor a 3 monografii.

## Baza de date Biblus
- Biblus Arhivat în 12 aprilie 2016, la Wayback Machine.
- Biblus Arhivat în 11 aprilie 2016, la Wayback Machine.

## Despre
- Enciclopedia " Moskovskii Universitet", Moscova, Ed. Moskovskii Universitet.